# 王洪君
王洪君（1951年11月11日—），女，祖籍江苏淮安，生于上海，中国语言学家，北京大学中文系教授，现任中国语言学会会长。

## 家庭
丈夫王福堂，北京大学中文系教授。